# John Farrow
John Farrow (10. února 1904 Sydney – 28. ledna 1963 Beverly Hills) byl australsko-americký filmový režisér, scenárista, producent a spisovatel. V roce 1957 získal Oscara za adaptovaný scénář k filmu Cesta kolem světa za 80 dní. Nominován byl též za scénář a režii snímku Wake Island z roku 1943. Za režii tohoto filmu nicméně získal cenu New York Film Critics Circle. Jeho ženou byla herečka Maureen O'Sullivanová, s níž měl sedm dětí. Jedno z nich, Mia Farrowová, se stala známou herečkou. Napsal i několik románů, publicistických knih s historickými tématy (například životopis Thomase Morea), divadelní hru či sbírku básní.